# Nagaoka
Nagaoka (長岡市?) è una città giapponese della prefettura di Niigata.